# Sportler des Jahres (Großbritannien)
Die Auszeichnung zur BBC Sports Personality of the Year wird seit 1954 einem britischen Sportler beziehungsweise einer Sportlerin verliehen. Der Preis wird von der BBC organisiert und durch Publikumswahl entschieden. Es ist die prestigeträchtigste allgemeine Sport-Auszeichnung im britischen Sport. Rekordgewinner ist der Tennisspieler Andy Murray, der dreimal Sportler des Jahres wurde. Zweifache Gewinner waren der Boxer Henry Cooper sowie die Formel-1-Fahrer Nigel Mansell, Damon Hill und Lewis Hamilton.

## Liste der Gewinner
- 2024: Keely Hodgkinson (Leichtathletik)
- 2023: Mary Earps (Fußball)
- 2022: Beth Mead (Fußball)
- 2021: Emma Raducanu (Tennis)
- 2020: Lewis Hamilton (Motorsport)
- 2019: Ben Stokes (Cricket)
- 2018: Geraint Thomas (Straßenradsport)
- 2017: Mo Farah (Leichtathletik)
- 2016: Andy Murray (Tennis)
- 2015: Andy Murray (Tennis)
- 2014: Lewis Hamilton (Motorsport)
- 2013: Andy Murray (Tennis)
- 2012: Bradley Wiggins (Straßenradsport)
- 2011: Mark Cavendish (Straßenradsport)
- 2010: Tony McCoy (Pferderennen)
- 2009: Ryan Giggs (Fußball)
- 2008: Chris Hoy (Bahnradsport)
- 2007: Joe Calzaghe (Boxen)
- 2006: Zara Phillips (Vielseitigkeitsreiten)
- 2005: Andrew Flintoff (Cricket)
- 2004: Kelly Holmes (Leichtathletik)
- 2003: Jonny Wilkinson (Rugby Union)
- 2002: Paula Radcliffe (Leichtathletik)
- 2001: David Beckham (Fußball)
- 2000: Steve Redgrave (Rudern)
- 1999: Lennox Lewis (Boxen)
- 1998: Michael Owen (Fußball)
- 1997: Greg Rusedski (Tennis)
- 1996: Damon Hill (Motorsport)
- 1995: Jonathan Edwards (Leichtathletik)
- 1994: Damon Hill (Motorsport)
- 1993: Linford Christie (Leichtathletik)
- 1992: Nigel Mansell (Motorsport)
- 1991: Liz McColgan (Leichtathletik)
- 1990: Paul Gascoigne (Fußball)
- 1989: Nick Faldo (Golf)
- 1988: Steve Davis (Snooker)
- 1987: Fatima Whitbread (Leichtathletik)
- 1986: Nigel Mansell (Motorsport)
- 1985: Barry McGuigan (Boxen)
- 1984: Jayne Torvill und Christopher Dean (Eiskunstlauf)
- 1983: Steve Cram (Leichtathletik)
- 1982: Daley Thompson (Leichtathletik)
- 1981: Ian Botham (Cricket)
- 1980: Robin Cousins (Eiskunstlauf)
- 1979: Sebastian Coe (Leichtathletik)
- 1978: Steve Ovett (Leichtathletik)
- 1977: Virginia Wade (Tennis)
- 1976: John Curry (Eiskunstlauf)
- 1975: David Steele (Cricket)
- 1974: Brendan Foster (Leichtathletik)
- 1973: Jackie Stewart (Motorsport)
- 1972: Mary Peters (Leichtathletik)
- 1971: Anne Mountbatten-Windsor, Princess Royal (Vielseitigkeitsreiten)
- 1970: Henry Cooper (Boxen)
- 1969: Ann Jones (Tennis)
- 1968: David Hemery (Leichtathletik)
- 1967: Henry Cooper (Boxen)
- 1966: Bobby Moore (Fußball)
- 1965: Tom Simpson (Straßenradsport)
- 1964: Mary Rand (Leichtathletik)
- 1963: Dorothy Hyman (Leichtathletik)
- 1962: Anita Lonsbrough (Schwimmen)
- 1961: Stirling Moss (Motorsport)
- 1960: David Broome (Springreiten)
- 1959: John Surtees (Motorsport)
- 1958: Ian Black (Schwimmen)
- 1957: Dai Rees (Golf)
- 1956: Jim Laker (Cricket)
- 1955: Gordon Pirie (Leichtathletik)
- 1954: Christopher Chataway (Leichtathletik)
- 1950[1]: Reg Harris (Radsport)
- 1949: Reg Harris (Radsport)